# Krissy Badé
Pour les articles homonymes, voir Badé.
Krissy Badé (née le 31 juillet 1980 à Paris) est une joueuse française de basket-ball, évoluant au poste d’ailière.

## Biographie
Elle commence le basket ball à l'âge de 11 ans à l'ASAN Noisiel (Seine-et-Marne) et part chez les voisins du BC Lognes Marne-la-Vallée à l'âge de 14 ans. C'est au cours de cette saison qu'elle est repérée par les dirigeants du Centre fédéral. Elle rentre à l'INSEP en 1995 jusqu'en 1998. Elle participe au championnat d'Europe avec l'équipe de France junior où elle finit 10e. 
À l'été 1998, elle commence sa carrière professionnelle à l'Avenir de Rennes, un promu en Ligue féminine (première division professionnelle) puis intègre la saison suivante l'ESBVA (de 1999 à 2002) où elle met en évidence tout son potentiel en faisant partie des cadres de l'équipe. En 2007, elle réalise le doublé coupe de France - championnat de France avec Valenciennes.
Elle occupe de 2002 à 2007 au sein de l’équipe de France un rôle de joker défensif souvent chargé de contenir la principale joueuse offensive de l’équipe adverse. 
Pistée par Abdel Bellouni, elle rejoint en 2014 la Ligue féminine 2 à l'AS Aulnoye-Aymeries : « Nous sommes en contact avec elle depuis l’année dernière, et nous nous sommes côtoyés lorsque nous étions à l’USVO. Je suis ravi qu’elle signe chez nous, elle est le type de personne qui s’intègre facilement au sein d’un collectif et je sais qu’elle respectera les valeurs du club. Les autres joueuses sont aussi impatientes de jouer avec elle. Notre collectif va s’en trouver renforcé ».
Nommée Manager Général Directrice Sportive en Avril 2016 pour le club Arras Pays D’Artois Basket Féminin par le président Bernard Pot.

## Carrière en club
- 1991-1994 : Noisiel
- 1994-1995 : Lognes
- 1995-1998 : Centre Fédéral
- 1998-1999 : Rennes
- 1999-2002 :  Villeneuve-d'Ascq
- 2002-2004 :  Lattes-Montpellier
- 2004-2006 :  USO Mondeville
- 2006-2008 :  Valenciennes
- 2008-2009 :  Pallacanestro Virtus Viterbo (Italie)
- 2009-2010 :  CB Puig d'en Valls (Ibiza, Espagne)
- 2010-2013 :  Arras Pays d'Artois Basket Féminin
- 2014-2015 :  AS Aulnoye-Aymeries

## Palmarès
- Coupe de France U17 en 2017
- Finaliste de l'Eurocoupe en 2011
- Finaliste de la Super Coppa (Espagne) en 2009
- Championne de France : 2007
- Vainqueur de la Coupe de France en 2007, 2012
- Vice championne de France NF1 en 2000
- MVP Nike Camp en 1999, 2000
- Championne de France NF1 en 1996